# Mohammed Bijeh
 (juin 2021).
Mohammed Bijeh persan : محمد بيجه  (né à Ghoutchan le 7 février 1975 ou 7 février 1981 ou 1982 et mort à Pakdacht le 16 mars 2005 ) est un tueur en série iranien . Il a avoué devant le tribunal avoir violé et tué entre mars et septembre 2004, 31 jeunes garçons . Il a été condamné à 100 coups de fouet suivis d'une exécution . Tous les garçons avaient entre 8 et 15 ans. Ce meurtre d'enfants autour de Téhéran a été reconnu comme la plus grande affaire pénale en Iran au cours des 71 dernières années et a sensibilisé  l'opinion publique du pays,.

## Biographie
Muhammad Basjee, connu sous le nom de Bijeh, est né dans une famille nombreuse composée de six frères et six demi-frères . Quand il avait quatre ans, sa mère est morte  d'un cancer. Son père, un marchand, s'est remarié immédiatement après la mort de son épouse. Bijeh affirme ne pas se souvenir de sa mère et affirme  que son père est un barbare qui l'a molesté et enchaîné ses jambes pendant son enfance.
Son père l'aurait forcé à abandonner l'école et le travail. Il avait 11 ans lorsqu'il a déménagé à Khatunabad avec sa famille, où il a commencé à travailler dans une fournaise. À cette époque, il aurait été violé à plusieurs reprises.

## Motivation
Bijeh a admis avoir été violé et qu'il voulait se venger de la communauté, qu'il a souffert de la mort prématurée de sa mère et du manque d'affection  pendant son enfance. Il a commenté son principal mobile pour les meurtres : « J'ai souffert de cruauté depuis l'enfance, et quand j'ai comparé ma vie avec d'autres, j'ai dû commettre de tels actes.

## Arrestation
Bijah a été arrêté le 24 septembre 2004 et jugé en vertu de la section 74 du Code pénal de Téhéran, sous la direction du juge président Mansour Yavarzadeh Yeganeh et défendu par  quatre avocats. Le 27 novembre 2004, il a été condamné à être exécuté.
Bijeh a déclaré que s'il n'était pas arrêté, il aurait tué 100 enfants. Il a déclaré à propos de sa condamnation à mort : « Je ne mérite pas d'être condamné à mort. La police a arrêté 16 de leurs officiers dans le traitement de cette affaire, et la justice a également annoncé que les procureurs de Pakdasht, ainsi que deux enquêteurs et un bureau du procureur, avaient déposé un dossier « succinct ».

## Exécution
Le 16 mars 2005, à Pakdacht, en Iran, la ville près de la zone désertique où les meurtres ont eu lieu, devant une foule d'environ 5 000 personnes, la chemise de Bijeh a été retirée et il a été menotté à un poteau de fer, où il a reçu ses coups de fouet de différents officiers de justice. Il est tombé au sol plus d'une fois pendant la punition mais n'a pas crié. Un parent de l'une des victimes a réussi à passer la sécurité et à poignarder Bijeh. La mère de l'une des victimes lui a mis une corde en nylon bleu autour du cou et  jusqu'à sa mort, il a été hissé dans les airs, à environ 10 mètres  par une grue.

## Voir également
- Liste des tueurs en série par pays